# Ioannis Ikonomou
Ioannis Ikonomou (en griego: Ιωάννης Οικονόμου) (Heraclión, Creta, 1964) es un traductor griego que trabaja para la Comisión Europea en Bruselas desde 2002.
Considerado un notable ejemplo contemporáneo de políglota, conoce 32 idiomas vivos, incluyendo griego, inglés, alemán, italiano, español, francés, finés, danés, ruso, suajili del este de África, hebreo, árabe, chino mandarín y bengalí, y según se informa, alcanza 47 idiomas incluyendo lenguas muertas como el antiguo eslavo eclesiástico. Habla 21 de los 24 idiomas oficiales de la Unión Europea.

## Biografía
Nació en Heraclión, capital de la isla griega de Creta. Estudió lingüística en la Universidad de Tesalónica antes de cursar una maestría en lenguas y culturas de Oriente Medio en la Universidad de Columbia en los Estados Unidos. Continuó con un doctorado en lingüística indoeuropea en la Universidad de Harvard.
En cuanto a su vida personal, Ioannis es homosexual y está casado con un ciudadano polaco llamado Tomek.